# Икере, Зайга Яновна
Зайга Яновна Икере (латыш. Zaiga Ikere; род. 23 января 1945, Кулдига) — латвийский филолог и педагог. В 2002—2007 годах — ректор Даугавпилсского университета.
Преподаёт в Даугавпилсском университете с 1975 года. В 1996—2002 годах заведовала кафедрой английского языка.
В 2005 году в ознаменование 730-летия Даугавпилса Зайге Икере в числе 30 горожан было присвоено звание почётной даугавпилчанки. В 2010 году городская дума поздравила Зайгу Икере с 65-летним юбилеем.